# Бель-Ер (Канзас)
Бель-Ер (англ. Bel Aire) — місто (англ. city) в США, в окрузі Седжвік штату Канзас. Населення — 8262 особи (2020).

## Географія
Бель-Ер розташований за координатами 37°46′31″ пн. ш. 97°14′47″ зх. д. / 37.77528° пн. ш. 97.24639° зх. д. (37.775162, -97.246416).  За даними Бюро перепису населення США в 2010 році місто мало площу 17,77 км², з яких 17,69 км² — суходіл та 0,08 км² — водойми.

## Демографія
Згідно з переписом 2010 року, у місті мешкало 6769 осіб у 2465 домогосподарствах у складі 1854 родин. Густота населення становила 381 особа/км².  Було 2554 помешкання (144/км²).
Расовий склад населення:
| - 81,1 % — білих - 8,6 % — чорних або афроамериканців - 4,5 % — азіатів - 0,9 % — корінних американців - 1,4 % — осіб інших рас |

До двох чи більше рас належало 3,5 %. Частка іспаномовних становила 4,8 % від усіх жителів.
За віковим діапазоном населення розподілялося таким чином: 28,3 % — особи молодші 18 років, 60,1 % — особи у віці 18—64 років, 11,6 % — особи у віці 65 років та старші. Медіана віку мешканця становила 36,0 року. На 100 осіб жіночої статі у місті припадало 93,1 чоловіків;  на 100 жінок у віці від 18 років та старших — 91,2 чоловіків також старших 18 років.
Середній дохід на одне домашнє господарство  становив 89 580 доларів США (медіана — 72 640), а середній дохід на одну сім'ю — 100 203 долари (медіана — 92 235). Медіана доходів становила 63 220 доларів для чоловіків та 45 903 долари для жінок. За межею бідності перебувало 4,6 % осіб, у тому числі 6,4 % дітей у віці до 18 років та 9,6 % осіб у віці 65 років та старших.
Цивільне працевлаштоване населення становило 3743 особи. Основні галузі зайнятості: освіта, охорона здоров'я та соціальна допомога — 29,0 %, виробництво — 22,8 %, науковці, спеціалісти, менеджери — 8,9 %, роздрібна торгівля — 6,1 %.